# Charles Boyer
Charles Boyer (Figeac, 28 de agosto de 1899 — Phoenix, 26 de agosto de 1978) foi um ator e cantor francês, naturalizado norte-americano.
Fez teatro e cinema. De sua estreia em 1920, na fita L'Homme du Large até A Matter of Time, realizado em 1976, e seu último trabalho, ele participou de mais de oitenta filmes.
Foi indicado quatro vezes ao Oscar mas não venceu em nenhuma delas. Contudo, foi um dos atores mais atuantes do cinema nos anos 40, 50 e 60. Suicidou-se por meio da overdose de barbitúricos em 1978, dois dias antes de completar 79 anos e dois dias depois do falecimento de sua esposa, a atriz Pat Paterson, em consequência de câncer.

## Filmografia parcial
- 1920 - L'Homme du large
- 1931 - Tumultes
- 1933 - The Empress and I (pt: A Imperatriz e eu)
- 1934 - Liliom
- 1935 - Private Worlds
- 1936 - The Garden of Allah
- 1937 - Conquest (br: Madame Walewska; pt: Maria Walewska)
- 1938 - Algiers (br: Argélia)
- 1939 - Love Affair
- 1939 - When Tomorrow Comes (br: Noite de Pecado; pt: Quando o Outro Dia Chegou)
- 1940 - All This, and Heaven Too (br: Tudo isto e o céu também)
- 1941 - Appointment for Love (br: Encontro de Amor; pt: Entrevista de Amor)
- 1941 - Back Street (br: Corações Humanos; pt: A Esquina do Pecado)
- 1942 - Tales of Manhattan (br: Seis Destinos)
- 1943 - The Constant Nymph (br: De Amor Também Se Morre)
- 1944 - Together Again (br: …E o Amor Voltou)
- 1944 - Gaslight (br: À meia luz)
- 1948 - Arch of Triumph (br: Arco do Triunfo)
- 1953 - Madame de... (br.: Desejos proibidos)
- 1955 - Nana (br: Nana)
- 1955 - The Cobweb (br.: Paixões sem freios)
- 1956 - Around the World in Eighty Days (br: A volta ao mundo em oitenta dias)
- 1957 - Une Parisienne (br: O príncipe e a parisiense)
- 1961 - Fanny (br: Fanny)
- 1962 - Os Quatro Cavaleiros do Apocalipse
- 1966 - How to Steal a Million (br: Como roubar um milhão de dólares)
- 1966 - Paris Brûle-t-il? (br: Paris Está em Chamas?)
- 1967 - Barefoot in the Park (br: Descalços no parque)
- 1967 - Casino Royale (br: Cassino Royale)
- 1969 - The Mad Woman of Chaillot (br: A louca de Chaillot)
- 1973 - Lost Horizon (br: Horizonte perdido)
- 1974 - Stavisky…
- 1976 - A Matter of Time (br: Questão de tempo)